# Walter von Ruckteschell

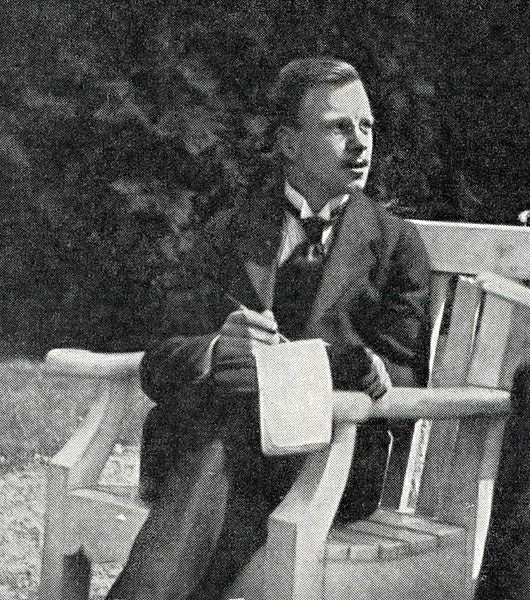
Walter von Ruckteschell (1908)

Walter Alexander Moritz von Ruckteschell (* 12. November 1882 in Sankt Petersburg; † 27. Juli 1941 bei den Liparischen Inseln) war ein deutscher Illustrator, Bildhauer und Autor.

## Leben
Walter von Ruckteschell wurde 1882 in Sankt Petersburg als Sohn des Pastors Nicolai von Ruckteschell und der Baronin Catherina Helene von Engelhardt geboren. Sein Bruder war der Marine-Offizier Hellmuth von Ruckteschell, seine Schwester die Kaiserswerther Diakonisse Karin von Ruckteschell. Nach der Ausweisung der Eltern aus Russland wuchs von Ruckteschell in Hamburg auf, wo er auch seine ersten Studienjahre der Malerei verbrachte.
Seinen Wehrdienst leistete er im Königlich Bayerischen Infanterie-Leib-Regiment und wurde Reserveoffizier.

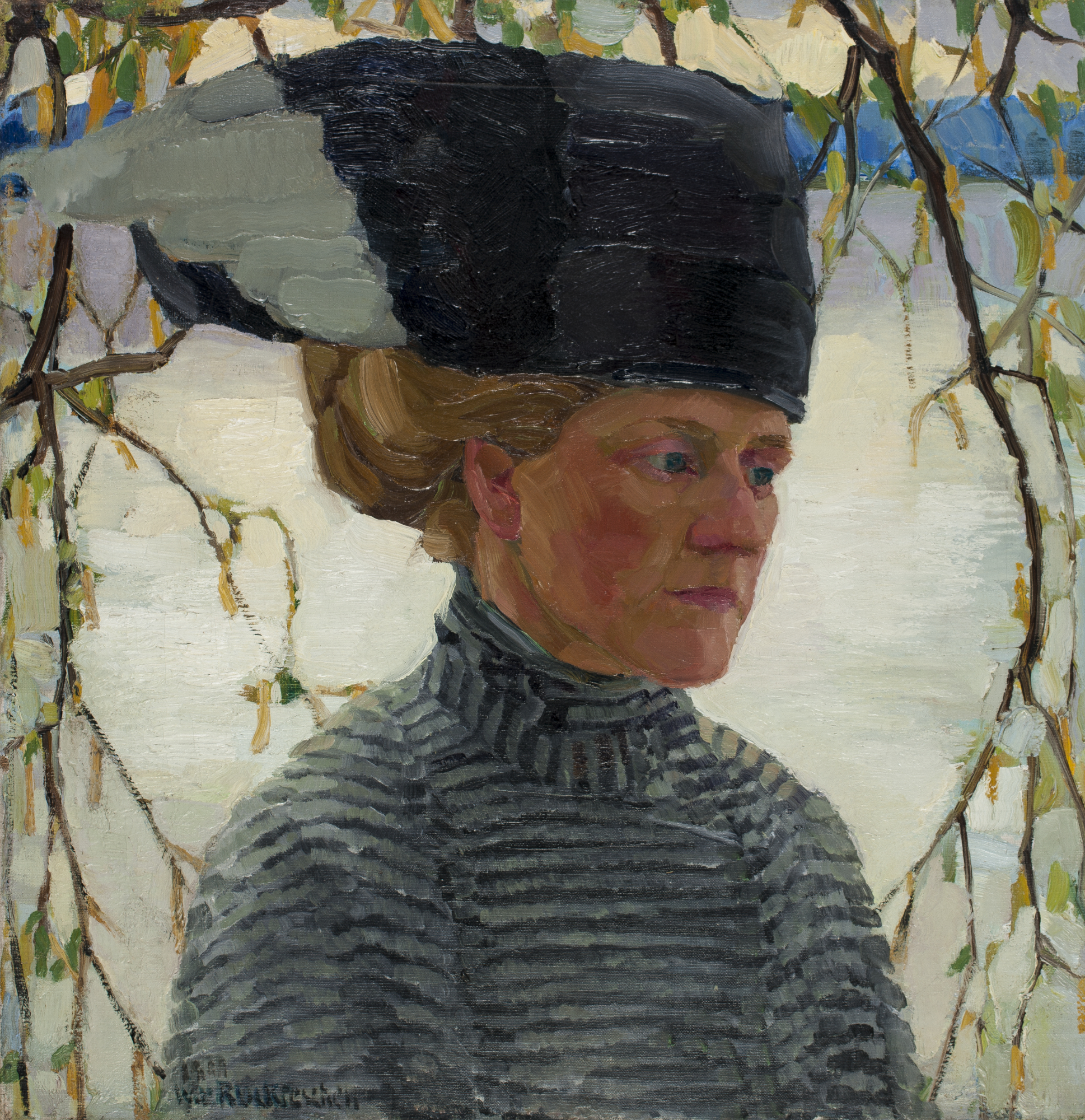
Clara Truëb, 1910 gemalt von Walter von Ruckteschell

Ruckteschell schrieb sich mit 26 Jahren am 4. November 1908 in die Königliche Akademie der Bildenden Künste in München bei Angelo Jank für Zeichnen ein, wechselte dann aber auf die Debschitz-Schule, um sich im Kunsthandwerk ausbilden zu lassen. Verheiratet war er seit 1911 mit der Keramikerin Clara Truëb (1882–1969), die er dort kennengelernt hatte.
Im November 1913 reiste das Ehepaar mit dem Schweizer Maler Carl von Salis, einem Studienfreund Ruckteschells aus seiner Münchner Zeit, in die Deutsche Kolonie Deutsch-Ostafrika. Dort entwarf Ruckteschell Denkmäler und Skulpturen für öffentliche Plätze und Einrichtungen und war bis zum Juli 1914 künstlerisch tätig, dies vor allem im Kilimanjaro-Gebiet. Das Paar hatte ein Atelier in Moschi. Zusammen mit Salis bestieg das Ehepaar Ruckteschell am 13. Februar 1914 den Gipfel des Kibo. Dies war die 4. Gipfelbesteigung des Kibo. Ruckteschell und Salis erreichten den Gipfel des Kibo an der damaligen Kaiser-Wilhelm-Spitze. Clara von Ruckteschell-Truëb erreichte den Kraterrand am heutigen Gillmans Point und war damit die erste Frau, die den Kilimanjaro erfolgreich bestiegen hat.
Zu Beginn des Ersten Weltkriegs meldete sich Ruckteschell freiwillig zur Schutztruppe und wurde Adjutant von Paul von Lettow-Vorbeck. Als Kompanieführer nahm er an der Schlacht bei Tanga teil und wurde insgesamt im Ostafrikafeldzug fünfmal verwundet, zuletzt in der Schlacht bei Mamirrue am 23. Juli 1918. In den Genesungspausen begann er, angeregt durch afrikanische Plastiken, mit Holzschnittarbeiten. Ruckteschell arbeitete Lettow-Vorbecks Erinnerungen an den Feldzug in das Jugendbuch Heia Safari! Deutschlands Kampf in Ostafrika um, zu dem auch die Illustrationen lieferte. Neben Illustrationen in der deutschen Kolonialliteratur, wendete sich Ruckteschell nach dem Ersten Weltkrieg vornehmlich der Gestaltung von Kriegsdenkmälern zu. 1920 trat er der Hamburgischen Künstlerschaft bei.
In den 1920er Jahren lebte das Ehepaar Ruckteschell in Dachau, wo beide Ehepartner künstlerisch als Maler, Bildhauer und mit Holz- und Keramikarbeiten tätig waren. Sie waren mit dem Ethnologen Leo Frobenius befreundet, der 1924 auf einer Feier im Hause von Ruckteschell seinen späteren Assistenten Hans Rhotert kennenlernte.
1927 organisierte Ruckteschell die Dachauer Gewerbeschau und es gelang ihm anschließend, in Dachau ansässige Künstler in der Künstlervereinigung Dachau zusammenzuschließen. Zwischen 1927 und 1934 war Ruckteschell im Vorstand der Künstlervereinigung tätig und entwickelte sich zu einem modernen, vielseitigen Künstler, der zahlreiche Altäre, Glasfenster und Fresken für Kirchen, Plastiken, Brückenfiguren und gestalterische Elemente für öffentliche Gebäude und Privathäuser, Grabmale, graphische Arbeiten, aber auch kunstvoll geschnitzte Möbel schuf. Viele Denkmäler zur Erinnerung an die Gefallenen des Ersten Weltkrieges entstanden in seiner Werkstatt, neben den vielen Illustrationen in der deutschen Kolonialliteratur.
Für die Kurbrunnenanlage in Rheinfelden schuf 1934 Ruckteschell die Brunnenskulptur des Heiligen Franziskus. Alexander Zschokke schuf die zweite Brunnenskulptur der Heiligen Magdalena, die in der damaligen Trinkanlage aufgestellt war. Beide Skulpturen stehen heute in der Eingangshalle des Kurbrunnen-Gebäudes.
1933 zog er nach München und übernahm die Leitung der Münchner Künstlergenossenschaft. 1935 musste er die Leitung bereits wieder abgeben, da er sich weigerte, bei der Ausstellung Münchner Künstler in Berlin und Berliner Künstler in München zahlreiche Arbeiten, die als „entartet“ galten, abzuhängen. Dafür wurde er von der Reichskammer der Bildenden Künste des Amtes enthoben und Paul Rosner neuer Präsident. 1937 wurden in der von den Nationalsozialisten durchgeführten Beschlagnahmeaktion „Entartete Kunst“ aus der Kunsthalle Hamburg seine Skulptur „Sitzender Jüngling“ und aus dem König-Albert-Museum Zwickau sein Holzschnitt „Kopf“ (1920) entfernt und anschließend vernichtet. Er konnte jedoch 1939 an der Großen Deutschen Kunstausstellung in München teilnehmen. Dabei stellt er 1939 die Porträtbüste „General Ritter von Epp“ aus, die Hitler für 12 000 RM erwarb.
Ruckteschell nahm ab 1939 als Offizier der Wehrmacht, zuletzt als Major, am Zweiten Weltkrieg teil. Er war beim Überfall auf Polen eingesetzt und bildete anschließend, durch einen Reitunfall nicht mehr fronttauglich, Soldaten für die Westfront aus.
Walter von Ruckteschell kam bei einer nicht näher bekannten militärischen Kuriermission, die ihn zum Afrikakorps nach Nordafrika führen sollte, am 27. Juli 1941 ums Leben, als das Schiff, mit dem er zu seinem Ziel unterwegs war, anscheinend ein italienischer Zerstörer, bei den Liparischen Inseln im Mittelmeer unterging.

## Ruckteschell und dieHarlem Renaissance

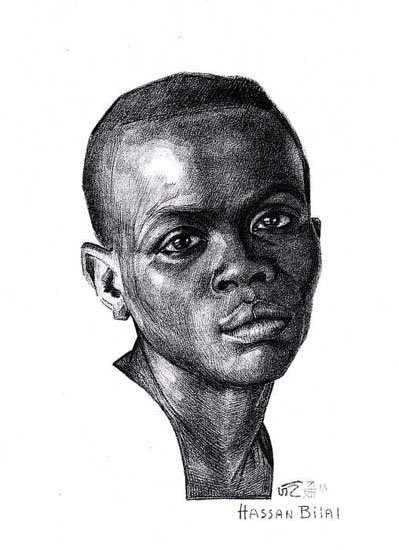
Bildnis Hassan Bilai aus der Lettow Mappe von Walter von Ruckteschell (entstanden 1921)

Im Januar 1924 hielt Ruckteschell sich für eine Ausstellung Oberammergauer Künstler in New York auf. Hintergrund des Aufenthalts war, für die Oberammergauer Passionsspiele zu werben, die durch Krieg und Wirtschaftskrise in Bedrängnis geraten waren. Nebenher machte er Werbung für sein Lettow-Vorbeck Buch und die von ihm gestaltete Lettow Mappe, die er zum Kauf anbot. Bei der Ausstellung lernte er Louise Herrick Wall kennen, eine ehemalige Mitarbeiterin Woodrow Wilsons, die in Not geratene europäische Künstler förderte. Wall schrieb in der Folge einen positiven Artikel über Ruckteschell in der Opportunity, der wichtigsten Zeitschrift der Harlem Renaissance Bewegung, dem sie auch ein Bild Ruckteschells, das Frauenbildnis Fatuma, das aus der Lettow Mappe stammte, anfügte. Charles S. Johnson, der Herausgeber der Opportunity besuchte die Ausstellung ebenfalls und machte Alain LeRoy Locke auf Ruckteschell und sein Werk aufmerksam. Ob Locke mit ihm persönlich in Kontakt kam, ist nicht geklärt, allerdings übernahm Locke für sein zentrales Werk The New Negro ebenfalls eine Zeichnung Ruckteschells (Hassan Bilal) und erwähnte ihn lobend in seinem Aufsatz The Legacy of Ancestral Arts. Locke führte hierzu aus, dass europäische Künstler (unter anderem Ruckteschell), anders als amerikanische Künstler, bereits eine eigene ästhetische Wahrnehmung und ethische Anerkennung der dargestellten afrikanischen Motive angenommen hätten. Für Locke war dies maßgeblich für die Schaffung einer eigenen, ganz neuen Formensprache als Voraussetzung einer von ihm erwünschten eigenständigen afro-amerikanischen Kunst. Laut dem deutschen Amerikanisten Peter Schneck wurde das Bildnis von Hassan Bilal, einem Askari im Dienste der deutschen Schutztruppe im Ersten Weltkrieg, so zum idealen Bildnis von Lockes New Negro bzw. Harlem Renaissance Bewegung.

## „Deutsch-Ostafrika-Ehrenmal“ Hamburg
Ruckteschell schuf auch das umstrittene „Deutsch-Ostafrika-Ehrenmal“, das 1938 eingeweiht und zu beiden Seiten des Eingangs der „Lettow-Vorbeck-Kaserne“ in Hamburg-Jenfeld aufgestellt wurde. Es stand in der Tradition einer direkt nach dem Ersten Weltkrieg einsetzenden Verehrung der deutschen Kolonialtruppen, die zur Zeit der Nationalsozialisten kultartige Züge erlangte. Siehe hierzu auch die Liste von Kolonialdenkmalen.
Nach Schließung der Kaserne, 1999, geriet auch die Aufstellung des Reliefs, im Rahmen einer Gedenkstätte für die Opfer der Kolonialzeit, in die Diskussion. Kritisiert wurde dabei, dass ein Konzept fehle, das die historischen Bezüge erklärt.

„Das Askari-Relief zeigt eine Truppe afrikanischer Soldaten, die scheinbar treu ergeben ihrem weißen Offizier folgen. Dadurch werde der Blick auf die Herrschaftsverhältnisse des Kolonialreiches verwischt. Der Ausstellungsort ist problematisch. Die Lettow-Vorbeck-Kaserne wurde von den nationalsozialistischen Machthabern als zentraler Ort kolonialrevisionistischer Traditionspflege des Militärs eingerichtet. Heute sammelt der „Traditionsverband ehemaliger Schutz- und Überseetruppen“ Geld für die Wiederaufstellung des Askari-Reliefs.“

Zeitweise abgebaut, wurde das Relief 2002 wiedererrichtet. Proteste konnten 2003 die Eröffnung des sogenannten Tansania-Parks jedoch verhindern.

## Kontroverse
Ruckteschell vereinte in seiner Persönlichkeit verschiedene, widersprüchliche Positionen.
Zum einen war er Befürworter des Kolonialismus und mit seinem Engagement nach dem Ersten Weltkrieg als Künstler in vielfältiger Weise Förderer des Kolonialmythos, also der Glorifizierung der deutschen Kolonialmacht. Er hielt Vorträge propagandistischer Art zu diesem Thema und zeigte sich mit führenden Vertretern des deutschen Kolonialismus bei Veranstaltungen. Die Person Ruckteschell ist daher auch heute Gegenstand der Kritik antikolonialistischer Gruppen. So ist der nach ihm benannte Von-Ruckteschell-Weg in Dachau bereits Ziel einer Umbenennungskampagne.
Andererseits zeigt Ruckteschells künstlerisches Werk aus Afrika einen starken, für die Zeit untypischen Wunsch nach individueller, vorurteilsfreier Darstellung und damit auch Wertschätzung seiner Motive. Diese Darstellung fand durch die Adaption in führenden Publikationen der Harlem Renaissance auch international, zumal auch im afro-amerikanischen Umfeld, Anklang. Weiterhin kritisierte Ruckteschell die Zerstörung der eigenständigen afrikanischen Kultur durch den europäischen Kolonialismus harsch. Auch den Nationalsozialisten stand er ablehnend gegenüber, was sich in seinem Eintreten für die entartete Kunst und in seiner ablehnenden Haltung gegenüber deren Vereinnahmung des Kolonialmythos zeigte.
Im Museum der Ruckteschell-Villa der Stadt Dachau ordnet seit 2021 eine Ausstellung der deutschen Künstlerin Anja Seelke die Entstehung der Lettow-Mappe in den historisch-politischen Kontext ein.

## Werke (Auswahl)

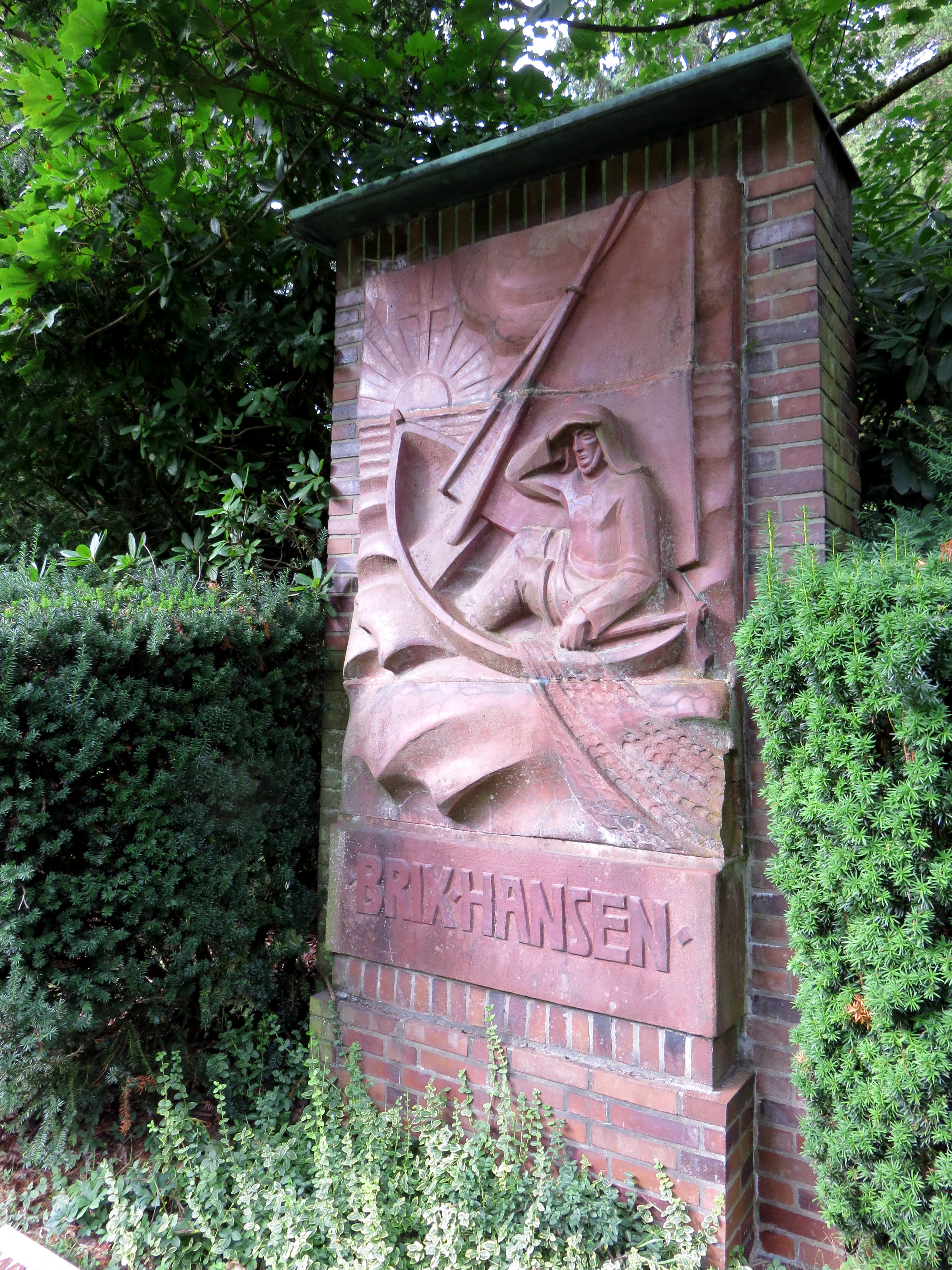
Grab „Brix Hansen“, Friedhof Ohlsdorf

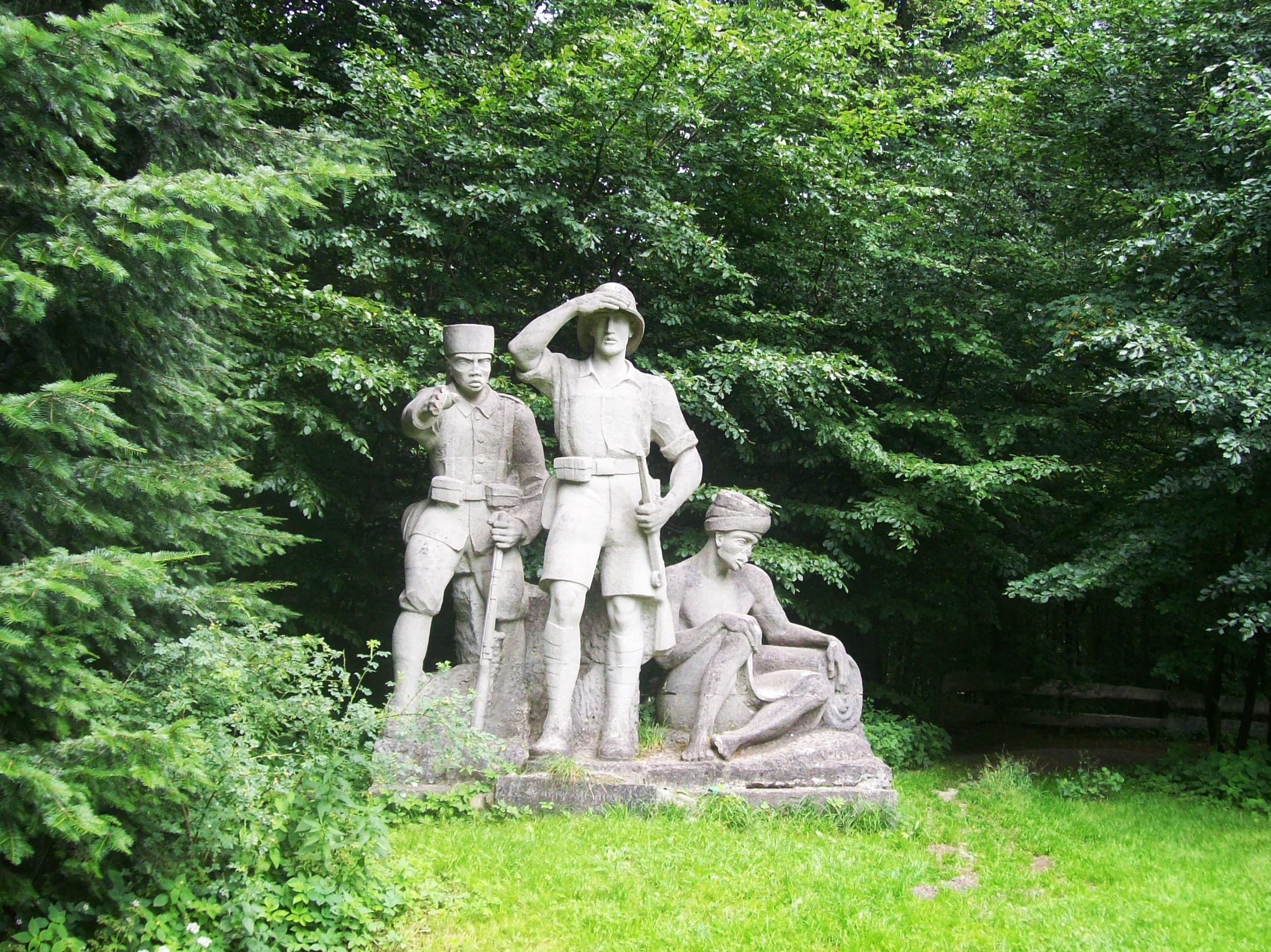
Ostafrika-Denkmal in Aumühle

- „Lettow-Mappe“. Zehn Steinzeichnungen von Walter von Ruckteschell mit einem Vorwort von General von Lettow-Vorbeck (1921)
- „Der hl. Christophorus“, Steinplastik auf der Amperbrücke in Dachau (1928)[1]
- Kruzifix und Altarengel für die Heilig-Geist-Kirche in Wohltorf (1930)
- „Deutsch-Ostafrika-Gedächtnismal“, Aumühle[21]
- „Deutsch-Ostafrika-Ehrenmal“, Hamburg[17]
- „Pietà“, Kriegerdenkmal in der St.-Pauli-Kirche, Soest
- „Der hl. Christophorus“, Gemälde in der Friedenskirche, Hamburg-Eilbek
- Kirchenfenster der evangelischen Christuskirche in Athen[22]
- Brunnenskulptur des Heiligen Franziskus in Rheinfelden
- Grabstein (1931) „Brix Hansen“ auf dem Hamburger Friedhof Ohlsdorf, Planquadrat Z 25

## Buchillustrationen (Auswahl)
- General von Lettow-Vorbeck: Heia Safari! Deutschlands Kampf in Ostafrika. Koehler & Amelang, Leipzig. 1920.